# Runksor
Runksor románul: Runcșor, falu Romániában, Erdélyben, Hunyad megyében.

## Fekvése
Marosillyétől északnyugatra fekvő település.

## Története
Runksor nevét 1750-ben említette először oklevél Runksor-Mika néven.
A trianoni békeszerződés előtt Hunyad vármegye Marosillyei járásához tartozott.
1910-ben 292 görögkeleti ortodox román lakosa volt.

## Nevezetesség
- Szent Paraszkiva ortodox fatemplom[1]